# フランソワ・フェイト
フランソワ・フェイト（François(Ferenc) Fejtő、1909年8月31日 - 2008年6月2日）は、ハンガリー出身で、フランスのジャーナリスト、また東欧地域を専門とする政治・歴史学者。
ハンガリー・ナジカニジャで書店出版業を営むユダヤ系家庭に生まれる。ペーチおよびブダペストの大学で学ぶ。1932年マルクス主義研究グループを組織したことを理由に投獄される。1934年にハンガリー社会民主党に入り、党の機関紙編集にかかわる。1938年、親独政策をとる政府を批判した記事のため6か月の懲役刑に服した後、フランスに出国し、第二次世界大戦時には反ファシズム運動に参加した。戦後、パリのハンガリー大使館広報担当となるが、友人のラースロー・ライクの迫害に抗議して辞任。1944年から1979年までフランス通信社の東欧問題担当記者。1955年フランス市民権取得。1972年から1984年までパリ政治学院で教鞭をとった。孫に、ルイ・マル監督の映画『さよなら子供たち』（1987年）に主演した元子役で、現在は児童文学作家・イラストレーターのラファエル・フェジス。

## 著書
- フェレンツ・フェイト『民族社会主義革命―ハンガリア十年の悲劇』、村松剛・橋本一明・清水徹訳、近代生活社、1957年
- 『スターリン以後の東欧』、熊田亨訳、「岩波現代選書」岩波書店、1978年
- 『スターリン時代の東欧』、熊田亨訳、「岩波現代選書」岩波書店、1979年
- 『ブダペスト蜂起1956年　最初の反全体主義革命』、いわなやすのり訳、選書判：窓社、1990年